# أفرايم (يوتا)
أفرايم (بالإنجليزية: Ephraim, Utah)‏ هي مدينة تقع في الولايات المتحدة في مقاطعة سانبيتي (يوتا). يقدر عدد سكانها بـ 6,146 نسمة ومساحتها 9.2 كم2 وترتفع عن سطح البحر 1,689 متر.

## التركيبة السكانية
حدّد مكتب تعداد الولايات المتحدة بيانات التركيبة السكانية لأفرايم في تعداد الولايات المتحدة. في ما يلي، التركيبة السكانية حسب تعدادي 2000 و2010.

### تعداد عام 2000
بلغ عدد سكان أفرايم 4,505 نسمة بحسب تعداد عام 2000، وبلغ عدد الأسر 1,128 أسرة وعدد العائلات 753 عائلة مقيمة في المدينة. في حين سجلت الكثافة السكانية 391.4 نسمة لكل كيلومتر مربع (1,013.7/ميل2). وبلغ عدد الوحدات السكنية 1,275 وحدة بمتوسط كثافة قدره 110.8 لكل كيلومتر مربع (287.0/ميل2).
وتوزع التركيب العرقي للمدينة بنسبة 89.23% من البيض و0.38% من الأمريكيين الأفارقة و0.38% من الأمريكيين الأصليين و1.29% من الأمريكيين ذوي الأصول الآسيوية و0.53% من سكان جزر المحيط الهادئ و6.86% من الأعراق الأخرى و1.33% من عرقين مختلطين أو أكثر و9.86% من الهسبانيون أو اللاتينيون من أي عرق.
بلغ عدد الأسر 1,128 أسرة كانت نسبة 40.7% منها لديها أطفال تحت سن الثامنة عشر تعيش معهم، وبلغت نسبة الأزواج القاطنين مع بعضهم البعض 55.8% من أصل المجموع الكلي للأسر، ونسبة 7.4% من الأسر كان لديها معيلات من الإناث دون وجود شريك،  بينما كانت نسبة 3.6% من الأسر لديها معيلون من الذكور دون وجود شريكة وكانت نسبة 33.2% من غير العائلات. تألفت نسبة 14.6% من أصل جميع الأسر من عدة أفراد يعيشون في نفس المنزل ونسبة 7.6% كانت تتألف من شخص يعيش بمفرده يبلغ من العمر 65 عاماً أو أكثر. وبلغ متوسط حجم الأسرة المعيشية 3.59، أما متوسط حجم العائلات فبلغ 3.71.
بلغ العمر الوسطي للسكان 20.2 عاماً. وكانت نسبة 24.8% من القاطنين تحت سن الثامنة عشر، وكانت نسبة 32.5% بين الثامنة عشر والرابعة والعشرين عاماً، ونسبة 13.9% كانت واقعةً في الفئة العمرية ما بين الخامسة والعشرين والرابعة والأربعين عاماً، ونسبة 12.3% كانت ما بين الخامسة والأربعين والرابعة والستين، ونسبة 6.5% كانت ضمن فئة الخامسة والستين عاماً فما فوق. يوجد لكل 100 أنثى 84.3 ذكر، ويوجد لكل 100 أنثى في الثامنة عشر من عمرها فما فوق 76.3 ذكر.
بلغ متوسط دخل الأسرة في المدينة 28,318 دولارًا، أما متوسط دخل العائلة فبلغ 35,568 دولارًا. وكان متوسط دخل الذكور 28,421 دولارًا مقابل 21,042 دولارًا للإناث. وسجل دخل الفرد الخاص بالمدينة 9,624 دولارًا. وكانت نسبة 12.3% من العائلات ونسبة 31% من السكان تحت خط الفقر، وكان من هؤلاء نسبة 13.6% تحت سن الثامنة عشر ونسبة 7.8% في الخامسة والستين من العمر وما فوق.

### تعداد عام 2010
بلغ عدد سكان أفرايم 6,135 نسمة بحسب تعداد عام 2010، وبلغ عدد الأسر 1,611 أسرة وعدد العائلات 1,017 عائلة مقيمة في المدينة. في حين سجلت الكثافة السكانية 533 نسمة لكل كيلومتر مربع (1,380.5/ميل2). وبلغ عدد الوحدات السكنية 1,751 وحدة بمتوسط كثافة قدره 152.1 لكل كيلومتر مربع (393.9/ميل2).
وتوزع التركيب العرقي للمدينة بنسبة 89.23% من البيض و1.12% من الأمريكيين الأفارقة و0.57% من الأمريكيين الأصليين و1.52% من الأمريكيين ذوي الأصول الآسيوية و1.60% من سكان جزر المحيط الهادئ و4.32% من الأعراق الأخرى و1.65% من عرقين مختلطين أو أكثر و9.71% من الهسبانيون أو اللاتينيون من أي عرق.
بلغ عدد الأسر 1,611 أسرة كانت نسبة 37.9% منها لديها أطفال تحت سن الثامنة عشر تعيش معهم، وبلغت نسبة الأزواج القاطنين مع بعضهم البعض 52.6% من أصل المجموع الكلي للأسر، ونسبة 7.6% من الأسر كان لديها معيلات من الإناث دون وجود شريك،  بينما كانت نسبة 2.9% من الأسر لديها معيلون من الذكور دون وجود شريكة وكانت نسبة 36.9% من غير العائلات. تألفت نسبة 15.3% من أصل جميع الأسر من عدة أفراد يعيشون في نفس المنزل ونسبة 7.1% كانت تتألف من شخص يعيش بمفرده يبلغ من العمر 65 عاماً أو أكثر. وبلغ متوسط حجم الأسرة المعيشية 3.55، أما متوسط حجم العائلات فبلغ 3.60.
بلغ العمر الوسطي للسكان 20.6 عاماً. وكانت نسبة 24.4% من القاطنين تحت سن الثامنة عشر، وكانت نسبة 40.8% بين الثامنة عشر والرابعة والعشرين عاماً، ونسبة 17% كانت واقعةً في الفئة العمرية ما بين الخامسة والعشرين والرابعة والأربعين عاماً، ونسبة 11% كانت ما بين الخامسة والأربعين والرابعة والستين، ونسبة 6.8% كانت ضمن فئة الخامسة والستين عاماً فما فوق. وتوزع التركيب الجنسي للسكان بنسبة 46.8% ذكور و53.2% إناث.

## أعلام
- أنتوني س. لوند